# Historia del idioma neerlandés

Localización de los francos hacia el 475.

El neerlandés es una lengua germánica occidental del grupo bajogermánico, que junto con el neerlandés-flamenco-afrikáans y el limburgués constituye el subgrupo fraconio de las lenguas bajogermáncias.

## Orígenes
El neerlandés moderno es un descendiente directo del neerlandés medio que es una lengua germánica occidental igual que el moderno alemán (y todas las variedades regionales bajogermánicas y altogermánicas), el frisón o el inglés. El germánico occidental constituye un conjunto de variedades diverso que se remonta al proto-germánico tal vez hablado hacia el siglo V d. C. En el norte de Europa occidental y Escandinavia.

## Edad Media

El imperio carolingio.

A partir del siglo III, diversos pueblos germánicos empezaron a migrar hacia el sur, los francos colonizaron el noroeste de Europa occidental. Estos francos hablaban diversas lenguas germánicas occidentales. No está claro que todos los francos hablaran las mismas variedades, en particular los francos salios y los francos ripuarios podrían haber hablado variedades o dialectos ligeramente diferentes. Las lenguas de los francos salios conocida como fráncico o franconio antiguo, podría identificarse con el neerlandés antiguo. Las lenguas de los francos ripuarios podría estar emparentadas con variedades altofranconias, que siguieron una evolución independiente.
Todas las lenguas bajofranconias modernas derivan del neerlandés medio hablado entre el los siglos XII y el XVI. El neerlandés antiguo estuvo antecedido por el estadio conocido como neerlandés antiguo, también llamado antiguo [bajo] franconio o antiguo fráncico, fechado entre el VI y mediados del siglo XII. El antiguo fráncico fue usado junto con el francés en el imperio carolingio existe pocos testimonios directos de él, el texto más importante son los salmos de Wachtendonck. Si bien en el siglo VI toda la aristocracia franca era bilingüe hacia finalnes del siglo VIII en muchas regiones como Neustria predominaba el monolingüismo en francés antiguo. Sin embargo, en la región norte del imperio el fráncico perduró y dio lugar al antiguo neerlandés (que no sería otra cosa que el estadio más tardío del fráncico antiguo).
El neerlandés medio no era totalmente homogéneo sin más bien un grupo de dialectos o variedades regionales, mutuamente inteligibles, hablados entre los siglos XII y XVI. A partir del siglo XVI va emergiendo una forma más o menos estandarizada de neerlandés moderno, que sigue hablándose junto con otras variedades regionales como el limburgués que es la lengua o variedad más cercanamente emparentada con el neerlandés-flamenco.

## Edad Moderna

Provincias Unidas de los Países Bajos, en naranja los dominios de los Habsurgo, en violeta el principado de Lieja y en magenta el principado de Stavelot-Malmedy.

Las cinco variedades neerlándicas europeas.

A partir del siglo XVI, un proceso de estandarización liga el mosaico de dialectos bajofranconios occidentales en una misma lengua nacional. El bajofranconio oriental o limburgués sigue una evolución independiente. El neerlandés moderno se convierte en la lengua de prestigio en las provincias Unidas de los Países Bajos. La lengua estándar se basó fundamentalmente en los dialectos de Brabante. A partir de 1581, la separación las Provincias Unidas de los Países Bajos como república independiente y separada de los Países Bajos Españoles, bajo control de la monarquía de los Habsburgo dividió el domino del neerlandés, acentuando la diferencia previamente existente entre dialectos meridionales y septentrionales del neerlandés.
La colonización neerlandesa de Sudáfrica a partir del siglo XVII llevó el neerlandés al sur de África. Las variedades neerlandesas divergieron del neerlandés estándar, y el conjunto de dialectos del neerlandés en África meridional se conoció como afrikáans, la lengua principal entre la población blanca de Sudáfrica. El afrikáans conserva muchos arcaísmos del neerlandés, aunque también ha experimentado una gran cantidad de cambios morfológicos.

## Gramática histórica

### Pronombres
Los pronombres personales en neerlandés medio son:
|            | Singular | Singular | Singular   | Singular | Singular | Plural | Plural | Plural     |
| 1ª         | 2ª       | 3ª       | 3ª         | 3ª       | 1ª       | 2ª     | 3ª     |            |
| 1ª         | 2ª       | Masc.    | Fem.       | Neut.    | 1ª       | 2ª     | 3ª     |            |
| ---------- | -------- | -------- | ---------- | -------- | -------- | ------ | ------ | ---------- |
| Nominativo | ic       | du       | hi         | si       | het      | wi     | ghi    | si         |
| Acusativo  | mi       | di       | hem/hen/'n | haer/se  | het/'t   | ons    | u      | hem/hen/'n |
| Dativo     | mi       | di       | hem/hen/'n | haer     | hem      | ons    | u      | hem/hen/'n |
| Genitivo   | mijns    | dijns    | sijns      | harer    | 'es      | onser  | uwer   | haer/'re   |